# Zihuateo
Zihuateo är en ort i Mexiko.   Den ligger i kommunen Atlahuilco och delstaten Veracruz, i den sydöstra delen av landet, 230 km öster om huvudstaden Mexico City. Zihuateo ligger 2 034 meter över havet och antalet invånare är 254.
Terrängen runt Zihuateo är kuperad västerut, men österut är den bergig. Runt Zihuateo är det ganska tätbefolkat, med 93 invånare per kvadratkilometer. Närmaste större samhälle är Río Blanco, 18,5 km norr om Zihuateo. I omgivningarna runt Zihuateo växer i huvudsak blandskog.